# (9389) Condillac
(9389) Condillac – planetoida z grupy pasa głównego asteroid okrążająca Słońce w ciągu 3 lat i 132 dni w średniej odległości 2,24 j.a. Została odkryta 9 marca 1994 roku przez Erica Elsta. Przed nadaniem nazwy planetoida nosiła oznaczenie tymczasowe (9389) 1994 ET6.